# Civ'on
Civ'on (hebrejsky צִבְעוֹן, anglicky Tziv'on, v oficiálním seznamu sídel Ziv'on) je vesnice typu kibuc v Izraeli, v Severním distriktu, v Oblastní radě ha-Galil ha-Eljon (Horní Galilea).

## Geografie
Leží v nadmořské výšce 765 metrů na severním okraji Horní Galileji, na náhorní plošině 2 kilometry od hranice s Libanonem. Jižně od vesnice doznívají okraje zalesněného masivu Har Meron. V jeho předpolí pak stojí ještě návrší Har Sifsof (815 m n. m.). Vlastní vesnice Civ'on stojí na bezlesém návrší ohraničeném dvěma paralelně probíhajícími údolími. Na západní straně je to Nachal Civ'on, na straně východní Nachal Dišon. Obě se stékají severně od vesnice v lesním komplexu les Bar'am.
Kibuc je situován cca 22 kilometrů severozápadně od břehů Galilejského jezera, cca 10 kilometrů severozápadně od města Safed, cca 122 kilometrů severovýchodně od centra Tel Avivu a cca 47 kilometrů severovýchodně od centra Haify. Leží v hustě zalesněné a relativně řídce osídlené krajině. Civ'on obývají Židé, přičemž osídlení v tomto regionu je etnicky smíšené. Židovské obce převládají podél libanonských hranic. Cca 6 kilometrů severovýchodním směrem leží vesnice Richanija, kterou obývají izraelští Čerkesové. Dále k jihu a západu začíná hornatý region centrální Galileji, ve kterém mají demografickou převahu izraelští Arabové a Drúzové.
Civ'on je na dopravní síť napojen pomocí dálnice číslo 89, ze které tu k severovýchodu odbočuje lokální silnice číslo 899, jež sleduje izraelsko-libanonskou hranici.

## Dějiny
Civ'on byl založen v roce 1980. Podle jiného pramene v roce 1979. Původně šlo o polovojenské sídlo typu Nachal. Roku 1986 bylo převedeno na ryze civilní obec. Roku 1998 se Civ'on zapojil do Oblastní rady Horní Galilea. Jistou dobu vesnici obývala skupina mládeže ze sousedního kibucu Sasa. Od roku 2002 se vedení Oblastní rady Horní Galilea snažit obec posílit o stabilní osadnické jádro.
V kibucu fungují zařízení předškolní péče. Základní škola je v kibucu Jiron a střední školství v kibucu Sasa. Je zde lékařská a zubní ordinace, veřejná knihovna a sportovní areály. Kibuc klade důraz na ekologický životní styl a vzdělání.

## Demografie
Obyvatelstvo kibucu Civ'on je sekulární. Podle údajů z roku 2014 tvořili naprostou většinu obyvatel v kibucu Civ'on Židé (včetně statistické kategorie "ostatní", která zahrnuje nearabské obyvatele židovského původu ale bez formální příslušnosti k židovskému náboženství).
Jde o menší sídlo vesnického typu s dlouhodobě stagnující populací. K 31. prosinci 2014 zde žilo 112 lidí. Během roku 2014 populace stoupla o 15,5 %.
| Rok            | 1995 | 2001 | 2003 | 2004 | 2005 | 2006 | 2007 | 2008 | 2009 | 2010 | 2011 | 2012 | 2013 | 2014 |
| -------------- | ---- | ---- | ---- | ---- | ---- | ---- | ---- | ---- | ---- | ---- | ---- | ---- | ---- | ---- |
| Počet obyvatel | 33   | 91   | 71   | 92   | 89   | 96   | 95   | 108  | 91   | 94   | 100  | 109  | 97   | 112  |